# احمد ناطقی

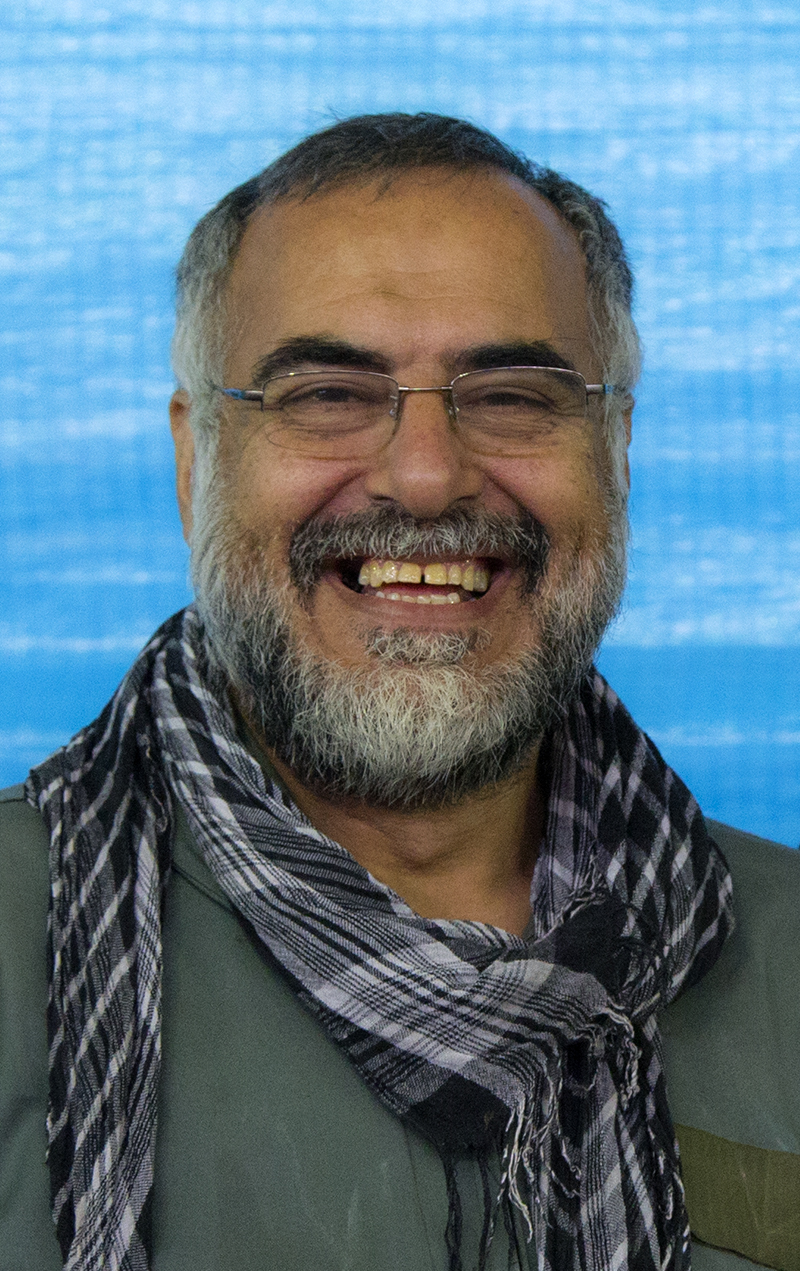
احمد ناطقی در آشپزخانهٔ مرکزی مهران، اربعین ۹۵

احمد ناطقی (زادهٔ ۱۳۳۷ تهران) عکاس اهل ایران است که بیشتر به خاطر عکس‌هایش از جنگ ایران و عراق شناخته‌شده‌است. او به همراه ساسان مؤیدی از نخستین عکاسانی بودند که تصاویر بمباران شیمیایی حلبچه را ثبت کردند.

## زندگی‌نامه
در سال ۱۳۳۷ در جنوب تهران زاده شد. وی فارغ‌التحصیل دانشکدهٔ هنرهای زیبای دانشگاه تهران در رشتهٔ کارگردانی است. او عکاسی را از دههٔ ۱۳۵۰ در دورهٔ نوجوانی آغاز و در سال‌های ۱۳۵۷ تا ۱۳۶۱ در دوران انقلاب اسلامی ایران و جنگ ایران و عراق به صورت آماتور از تظاهرات و رویدادهای آن دوران عکاسی کرد.
وی از سال ۱۳۶۲ به عنوان رئیس ادارهٔ عکس خبرگزاری جمهوری اسلامی، عکاسی حرفه‌ای را آغاز کرد و در طول دوران جنگ ایران و عراق به عنوان یکی از عکاسان مشهور جنگ، آثار زیادی را به ثبت رساند. عکس‌های منحصربه‌فرد او از بمباران شیمیایی حلبچه او را به شهرت رساند. تندیس یادمان حلبچه از عمر خاور بر اساس عکسی از او ساخته شده‌است.
احمد ناطقی در نمایشگاه‌های داخلی و بین‌المللی شرکت کرده و دارای جوایز متعدد از آن‌ها می‌باشد؛ وی در سال ۱۳۶۹ وارد حوزهٔ هنری شد و جشنوارهٔ بین‌المللی عکس کودک و نوجوان را پایه‌گذاری کرد و تا هفت سال دبیر این جشنواره بود. او طراح اصلی، بنیانگذار خانهٔ عکاسان ایران و انجمن عکاسان فردا می‌باشد؛ وی شیوهٔ جدید عکاسی و تدریس آن در مجموعهٔ آموزشی خانهٔ عکاسان ایران را طراحی کرد؛ و تا پائیز ۱۳۸۴ مدیریت خانهٔ عکاسان ایران را عهده‌دار بود.
احمد ناطقی در سال‌های مدیریت بخش عکس حوزهٔ هنری و خانهٔ عکاسان ایران عکاسان، بنامی همچون مجید سعیدی که ده سال متوالی برندهٔ جایزهٔ بهترین عکاسی خبری و ورزشی جشنوارهٔ مطبوعات ایران شده‌اند، را آموزش داده است.
وی مدرس عکاسی دانشگاه شاهد، آزاد، سوره و علامه طباطبایی بوده و همچنین مدیریت گروه دانشکدهٔ خبر فارس را به مدت یکسال عهده‌دار بوده است.
از دیگر عناوین وی دبیر پنجمین مسابقهٔ سالانهٔ عکس ایران (موزهٔ هنرهای معاصر)، عضو شورای سیاستگذاری دوسالانه‌های موزهٔ هنرهای معاصر و مسابقات بزرگ، عضو شورای ارزشیابی هنرمندان وزارت فرهنگ و ارشاد اسلامی، عضویت در هیئت انتخاب و داوری مسابقات و جشنواره‌های ملی و بین‌المللی، دبیر و داور بخش مواد تبلیغی جشنوارهٔ فیلم فجر، دبیر بخش مواد تبلیغی جشنوارهٔ بین‌المللی فیلم کودک و نوجوان اصفهان، طراح و مجری طرح مطالعاتی شهرک سینمایی انقلاب اسلامی و دفاع مقدس، طراح سناریوی اولیهٔ موزهٔ بزرگ دفاع مقدس، دارای نشان عالی هنرهای تجسمی ایران و دریافت‌کنندهٔ تندیس ایثار و شجاعت چهرهٔ ماندگار جنگ می باشد.
احمد ناطقی در سال ۱۳۷۹ نخستین نمایشگاه انفرادی خود را با موضوع مستند اجتماعی و عنوان تولد در زندان بر پا کرد و کتاب آن با همین عنوان توسط خانهٔ عکاسان ایران، چاپ و منتشر شد.
وی پس از آن یکی از مجموعه‌ای تصویری فاخر و نفیس از مراسم حج در عربستان را در به نام مشق عشق منتشر کرد این مجموعه به زعم بسیاری از کارشناسان فرهنگی هنری به عنوان اثری بی‌نظیر در عکاسی حج به‌شمار می‌آید.
اثری فاخر دیگری از وی که تصاویر سوئیت سمفونی و نمایش اجرا شده در تالار وحدت است؛ باعنوان رسول عشق و امید چاپ گردید.
آخرین نمایشگاه وی به صورت خیابانی، بدیع و شگفت‌انگیز ۲۱ سال پس از فاجعهٔ حلبچه در سال ۲۰۰۹ میلادی در همان محل‌های وقوع حادثه برگزار گردید که با استقبال و شگفتی اهالی حلبچه مواجه گردید.
احمد ناطقی پس از برگزاری نمایشگاه در حلبچه به مدت دو سال در جستجوی افراد زندهٔ تصاویرش بود و ۷ نفر از آن‌ها را در مشهورترین عکس‌هایش را یافت و پس گفت‌وگو با آنان عکس‌هایی از از آنان تهیه کرد و مجموعهٔ عکس‌های فاجعه به همراه نمایشگاه خیابانی و عکس‌های مقایسه‌ای را در مجموعه‌ای با عنوان صدای سکوت به سه زبان فارسی، کردی و انگلیسی به چاپ رساند.
وی معتقد است عکاسی مستند اجتماعی از مهم‌ترین شاخه‌های عکاسی است که نقش به سزایی در تحولات اجتماعی دارد.